# 3C 75
3C75 (o 3C 75) è un sistema binario di buchi neri appartenente all'ammasso di galassie Abell 400 individuabile nella costellazione della Balena. I due buchi neri sono separati da una distanza di circa 25.000 anni luce. Sono presenti quattro getti di onde radio (due per ogni disco di accrescimento di ciascun buco nero) che viaggiano attraverso il plasma dell'ammasso alla velocità di 1200 kilometri al secondo, e ciò induce a reindirizzare all'indietro tali getti. Il sistema binario di buchi neri è contenuto nella galassia NGC 1128. 3C 75 è probabilmente la sorgente di raggi X catalogata come 2A 0252+060 (1H 0253+058, XRS 02522+060).